# Bandera de San Fernando del Valle de Catamarca

Bandera de San Fernando del Valle de Catamarca.

La creación de la Bandera de San Fernando del Valle de Catamarca surgió como una iniciativa presentada por la Asociación Damas Belgranianas ante la Secretaría de Cultura y Educación de la Municipalidad de San Fernando del Valle de Catamarca. 
Esta iniciativa contó con la aprobación del organismo, por considerar importante la creación de un símbolo identificatorio de la ciudad, que trasmita y lleve a la práctica un conjunto de realidades y sentimientos a los vecinos. Para la ejecución de la propuesta, se implementó, en marzo de 2005, un concurso abierto, destinado a todo ciudadano que se sienta emparentado cultural y socialmente con la vida de la ciudad. Se designó un Jurado, integrado por 9 personas, representantes de distintos organismos e instituciones del medio. Se presentaron 170 trabajos, de los cuales se seleccionaron en primera instancia 40 y luego 20. Finalmente, se determinó ganador por puntuación el trabajo presentado por el Sr. Fabián Martinena, en el que el Jurado destaca la síntesis lograda de acuerdo con los requerimientos establecidos por el concurso. La Bandera de la Ciudad fue creada por Ordenanza N° 3916/05, el 14 de julio de 2005. 
La Bandera de la Ciudad encierra en su diseño nuestras mejores tradiciones. En el centro del paño se dibuja un poncho catamarqueño, prenda autóctona por excelencia, símbolo de la tierra ocre, surcada en sus flancos por dos guardas en verde simbolizando la esencia viva de su savia. A los bordes se destacan dos franjas de color sangre mestiza, y en el centro una figura compuesta por ocho rectángulos, que nos recuerda a los dibujos que las teleras imprimen en sus guardas. Es el símbolo mismo del espíritu sagrado de las montañas, representado de color marrón oscuro. En el centro una cruz, que nos remite a la Cruz de América, símbolo representativo del recurso de la naturaleza más asociado a la vida: el agua. La cruz aparece, así, como símbolo que conjuga la vertiente indiana y la vertiente hispánica de nuestra cultura, en tanto que también representa el emblema máximo del cristianismo, el que impulsó los afanes evangelizadores en que se sustentó el trasplante cultural de Occidente al Nuevo Mundo.
- Datos: Q5718754